# Luka Mijoković
Luka Mijoković (Vinkovci, 30 agosto 1994) è un ex calciatore croato, di ruolo centrocampista.

## Carriera
Ha giocato nella massima serie croata.